# USS Richard B. Russell (SSN-687)
USS Richard B. Russell (SSN-687) – amerykański myśliwski okręt podwodny z napędem jądrowym typu Sturgeon w wersji z przedłożonym kadłubem z czasów zimnej wojny, zbudowany w stoczni Newport News według projektu SCB-300.65. Wyposażony w cztery umieszczone w śródokreciu wyrzutnie torpedowe kalibru 533 mm, wystrzeliwujące pociski przeciwokrętowe Harpoon oraz rakietowe pociski przeciwpodwodne SUBROC z głowicą jądrową W55 o mocy 5 kT, a także w 23 torpedy Mk. 48 ADCAP i minotorpedy Mk. 60 Captor oraz miny wod głębokich Mk. 57.